# Harpactes kasumba
Trogon bụng đỏ (Harpactes kasumba) là một loài chim trong họ họ Nuốc. Nó được tìm thấy ở Brunei, Indonesia, Malaysia và Thái Lan. Môi trường sống tự nhiên của nó là rừng ẩm đất thấp trong vùng cận nhiệt đới hoặc nhiệt đới. Nó bị đe dọa do mất môi trường sống.

## Tên gọi trong một số ngôn ngữ
- Tiếng Latinh - Harpactes kasumba
- Tiếng Pháp - Couroucou a masque rouge
- Tiếng Đức - Rotnacken-Trogon
- Tiếng Tây Ban Nha - Trogon kasumba
- Tiếng Hà Lan - Roodnektrogon
- Tiếng Việt - Trogon bụng đỏ

## Trong lịch sử
Trogon bụng đỏ được phát hiện vào năm 1822 bởi Stamford Raffles.